# Bobo Sports Bobo-Dioulasso
Bobo Sports Bobo-Dioulasso ist ein Sportverein aus Bobo-Dioulasso, einer Stadt im Westen des westafrikanischen Staates Burkina Faso.
Gegründet wurde Bobo Sports im Jahre 1947 von Sanny Mamourou Sanou.
Der Verein schaffte den Aufstieg in die Erste Liga des Landes für die Saison 2006/2007 durch einen Sieg in den Relegationsspielen über den Stadtrivalen USFRAN Bobo-Dioulasso. Da das Team am Ende der Spielzeit nur Platz 13 belegte, muss es in der Relegation gegen den Vizemeister der Division 2 antreten.
Einige Male scheiterte der Verein erst im Finale des Pokalwettbewerbes.